# Гриценко Іван Никифорович
Іван Никифорович Гриценко (нар. 9 лютого 1921, с. Слоут Глухівського повіту Чернігівської губернії (нині Глухівського району Сумської області, Української ССР) — пом. 8 січня 1991, м. Кам'янець-Подільський Хмельницької області Української РСР) — український радянський науковець, ветеринарний лікар, доктор ветеринарних наук (1967), професор (1984).

## Життєпис
Іван Гриценко народився 1921 року у с. Слоут — нині Глухівського району на Сумщині. У листопаді 1929 року пішов на навчання до Слоутської неповно-середньої школи. Сім класів закінчив у 1937 році.
Потім переїхав на навчання до столиці Казахської РСР, де розпочав навчання Алма-Атинський зооветеринарний інститут. Закінчив виш Іван Гриценко вже в ході німецько-радянської війни у 1942 році за спеціальністю «ветеринарний лікар». Після цього був призваний до діючої Червоної армії, брав участь у німецько-радянській війні.
Після війни працював за спеціальністю ветеринарним лікарем у Білоруській РСР. Потім, з 1955 по 1958 роки обіймав посаду голови колгоспу.
З 1959 року Іван Гриценко перейшов на наукову роботу, переїхавши до російського Новосибірська. З 1959 по 1967 років працював науковим співробітником біологічного інституту Сибірського відділення Академії наук СРСР. Потім рік (1967—1968 рр.) обіймав посаду завідувача лабораторії мікробіології комах даного наукового закладу. Після цього переїхав у 1968 році до Краснодара. Тут десятиліття (до 1978 року) Іван Никифорович пропрацював завідувачем лабораторії мікробіології Всесоюзного науково-дослідного інституту біологічних методів захисту рослин у Краснодарі. Далі на два роки (1978—1980 рр.) повернувся на попереднє місце роботи до Новосибірська.
У 59-річному віці повернувся до України у Кам'янець-Подільський. У 1980 році почав працювати викладачем на посаді професора на зооінженерному факультеті. А в 1983 році, як було відкрито ветеринарний факультет (нині факультет ветеринарної медицини) Іван Гриценко обійняв посаду завідувача новоствореної кафедри мікробіології, інфекційних та інвазійних хвороб Кам'янець-Подільського сільськогосподарського інституту. Він зробив суттєвий внесок у розвиток її матеріально-технічної бази та методичного забезпечення. А в 1987—1991 рр. працював на цій же посаді на кафедрі фізіології і біохімії Кам'янець-Подільського аграрного вишу (нині — Подільський державний аграрно-технічний університет).
Помер 8 січня 1991 року у Кам'янець-Подільському на 70-у році життя. Тут же і похований на міському цвинтарі.

## Наукова діяльність
Професор Іван Гриценко займався науковими дослідженнями з такої тематики:
- проблеми використання фітонцидів для лікування бджолиних сімей;
- вивчення мікрофлори личинок кровосисних комарів та шведської ячмінної мухи, а також дрібних ссавців Західного Сибіру;
- мікробіологічний метод боротьби з водяним щуром і перспективи його застосування;
- біологія і використання в промисловому виробництві високовірулентних штамів ентомопатогенних бактерій.

### Наукові праці
- Гриценко И. Н. Лечение пчелиных семей, больных европейским гнильцом // Пчеловод. — 1954. — № 4;
- Гриценко И. Н. Микрофлора мелких млекопитающих Западной Сибири. — Новосибирск: Наука, 1971. — 216 с.;
- Гриценко И. Н. Микрофлора личинок кровососущих комаров южно-восточного Казахстана и их патогенное действие. Алма-Ата: Наука, 1977;
- Гриценко И. Н. Особенности циркуляции возбудителей природно-очаговых болезней в Западной Сибири // Биологические проблемы природной очаговости болезней: Сб. науч. трудов Биологич. Института СО АН СССР. — Новосибирск, 1981. — С.4-10.
- Гриценко И. Н. Нормальная микрофлора пищеварительного тракта ондатры // Ондатра Западной Сибири: Сб. науч. трудов. — Новосибирск: Наука, 1966.